# El Soldado
El Soldado es un humedal ubicado en el Mar de Cortés, al noreste de México. Se trata de una laguna costera que, a pesar de contar con poca extensión, resguarda una gran biodiversidad, y fue declarada Área Natural Protegida en 2006.
Cuenta con tres especies de mangle: mangle negro (avicennia germinans), mangle rojo (rhizophora mangle) y mangle blanco (laguncularia racemosa.) y también es una zona de avistamiento de aves.
Este ecosistema natural representa la zona de distribución de manglar más al norte de la región de California.

## Descripción
Se denomina Estero El Soldado al humedal costero ubicado a 20 km al noroeste de la ciudad de Guaymas, Sonora, México y a menos de 10 km al sureste de la Bahía de San Carlos, Sonora.
Esta laguna costera de comunicación permanente con el mar por medio de una boca que da a la Bahía de San Francisco (Sonora), es considerada una zona sujeta a conservación ecológica, su número de verificación es el 1982.
El 2 de febrero de 2011 recibió el reconocimiento internacional designando al estero como sitio Ramsar Humedal por su importancia para la conservación de plantas y animales acuáticos.
La gran diversidad biológica que existe se debe a los ecosistemas naturales que lo conforman que son seis: lagunar costero, estuarino, comunidad de manglar, dunas costeras, matorral espinoso y parte de la zona litoral que corresponde a la bahía en la zona que colinda con el estero.

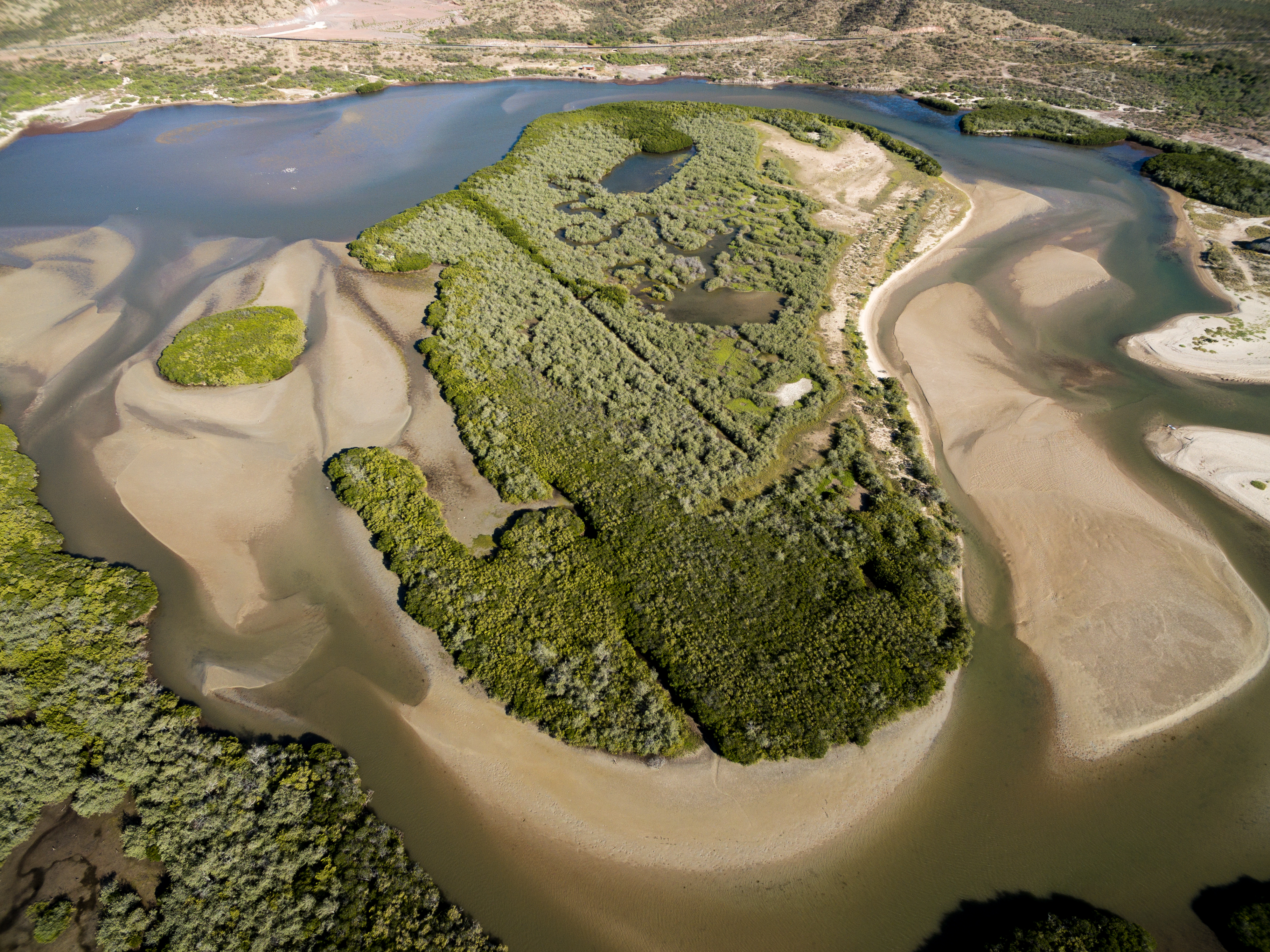
Imagen aérea del estero El Soldado

La temperatura promedio anual es de 21 °C con una máxima promedio mensual de 40 °C en julio y agosto, y una mínima promedio mensual de 15 °C en enero y febrero.
El estero posee una diversidad biológica significativa.
Se ubica en las coordenadas 27º57'N-27º58.5'N, 111º58'W-111º59'W

## Geomorfología
Se trata de una laguna costera de forma irregular y alargada de 349.89 hectáreas, con un espejo de agua de 185 ha (cuando la marea esta alta). Este espacio tiene una comunicación permanente a través de una boca de aproximadamente 30 metros de longitud, ubicada entre dos grandes barras de arena bien desarrolladas.
La profundidad media es de 60 cm, por lo que gran parte de la porción sur y norte de la laguna quedan descubiertas durante las mareas bajas. El rango de profundidad es de 1.6 a 2m.

## Hidrología
Escasos arroyos de origen pluvial drenan al estero. Algunos de ellos se pierden en las planicies antes de salir al mar.
Hacia el oriente el estero recibe importantes pluviales de las corrientes que drenan de los cerros Bacochibampo, El Soldado, La Ventana, San Martín y Los Pajaritos. 
Por su ubicación geográfica es del tipo seco muy cálido, la zona tiene un régimen inestable en cuanto a precipitación pluvial existiendo dos períodos definidos de lluvias de julio a septiembre y de diciembre a febrero.

## Historia
El estero lleva este nombre al encontrarse a un costado del cerro El Soldado, dando una atmósfera distinta a otros mangles por la cercanía que tiene su espejo de agua a este formación rocosa.
En 1992 se le designó como un humedal prioritario por organizaciones conservacionistas tales como Wetlands International, North America Wtlands Conservation Council, U.S. Fish and Wildlifeservices, y la Secretaria de Medio Ambiente y Recursos Naturales.
La Comisión Nacional para la Conservación de la Biodiversidad (CONABIO), lo ha decretado Área de importancia para la Conservación de las Aves.
El día 18 de mayo de 2016 el Congreso del Estado de Sonora declaró el día 18 de mayo como día estatal del Estero El Soldado

## Biología

### Flora
Ocurren tres especies de mangle el Mangle Negro (Avicennia germinans), Mangle Rojo Rizhopora mangle localizado adyacente al cuerpo de agua y el Mangle blanco Laguncularia racemosa.

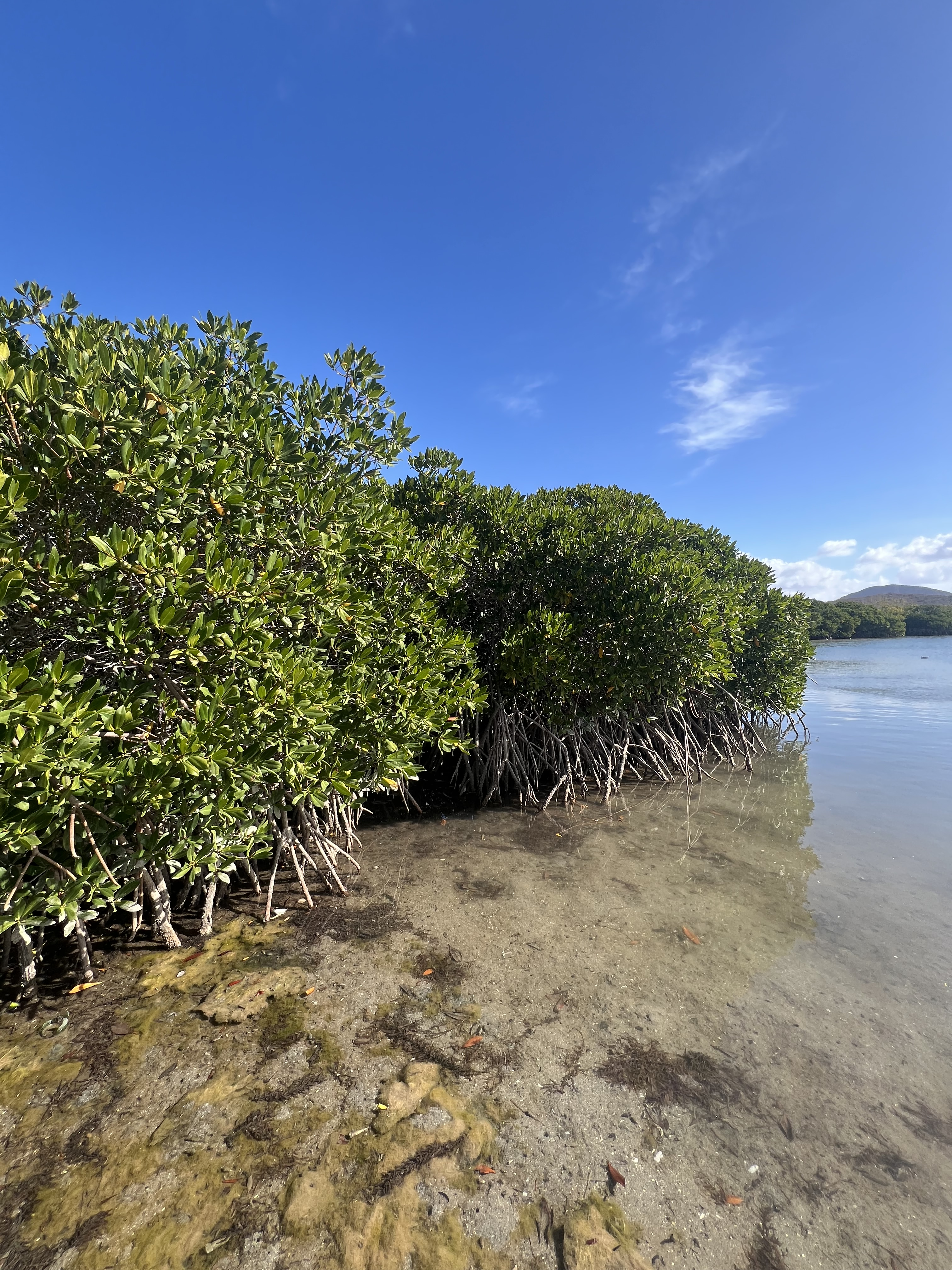
Mangle

### Fauna
Venado cola blanca, jabalí coyote, gato montes, zorro cola gris, mapache y zorrillos. Invertebrados: Estrella de mar, Rayas Marinas, Camarón azul y café, Cangrejo o jaiba azul.
Aves acuáticas y terrestres que anidan en la zona del estero del soldado suman alrededor de 120 especies, gracias al tipo de alimentacipon que proporciona ese ecosistema.

### Avistamiento de aves
En el Estero el Soldado se pueden observar más de 120 aves en distintas temporadas, las aves migran desde Sudamérica y se quedan un tiempo en el estero y después siguen su camino al Norte, la época de mayor presencia de aves es de diciembre a enero.
Las especies más comunes son las endémicas pelícano pardo (pelecanus occidentalis), águila pescadora (pandion haliaetus) y la fragata (fregata magnificens).
El avistamiento de aves migratorias en esta reserva es un atractivo ya que en invierno se pueden encontrar especies como: Pelicano Blanco , Chalan real, Espátula rosada, Gaviota ala plateada, Gaviota Anillada, Garza blanca, Garza dedos dorados, Garzón cenizo, Pedrete entre otros.

## Impacto Ambiental
Como parte de algunas actividades desarrolladas por autoridades, se realizaron proyectos para convertir la zona del Estero el Soldado en un centro ecoturístico, al que equiparon con instalaciones eléctricas y tirolesas, mismos que fueron retirados debido a la gestión de la sociedad civil, grupos ecológicos y personas dedicadas a la investigación, quienes interpusieron quejas ante Profepa
Para esto encabezaron en conjunto con autoridades federales una reforestación con mangle.
A estos trabajos de concientización se sumaron personas expertas en temas de investigación y conservación, realizando el Foro Estero El Soldado mesa redonda Impactos Ecológicos de las zonas de influencia de actividades humanas sobre el Estero del Soldado.

### Esfuerzos para su conservación
Se cuenta con un Consejo Asesor Investigadores Asociados al Área Natural Protegida (ANP) del Estero El Soldado, quien llevó a cabo el III Coloquio de Investigación y Monitoreo del ANP-Estero el Soldado y zonas aledañas.
En este espacio discutieron y analizaron sobre los potenciales impactos ecológicos de las zonas de influencia fuera del área natural protegida. ya que consideran que 322 hectáreas de área natural protegida no son suficientes para mantener los procesos ecológicos, de las cuales el 70% es espejo de agua y el resto son las terrestres inundables. El ANP apenas representa el 10 de la microcuenca.
Iniciativas ciudadanas como limpieza del estero así como la anidación de tortugas golfinas pretenden promover en las nuevas generaciones una conciencia ecológica y de respeto hacia este ecosistema.
La Comisión de Ecología y Desarrollo Sustentable del Estado de Sonora (Cedes), lanzó un proyecto para el monitoreo y vigilancia de especies, instaló ocho cámaras trampas ubicadas en diversos puntos de la zona del estero, con el objetivo de analizar la biodiversidad del lugar.

## Turismo
En la actualidad el estero El Soldado se reabrió para visita de parte de personas interesadas en hacer senderismo, paseos en kayak, ciclismo, observatorio de aves y paseos educativos guiados.

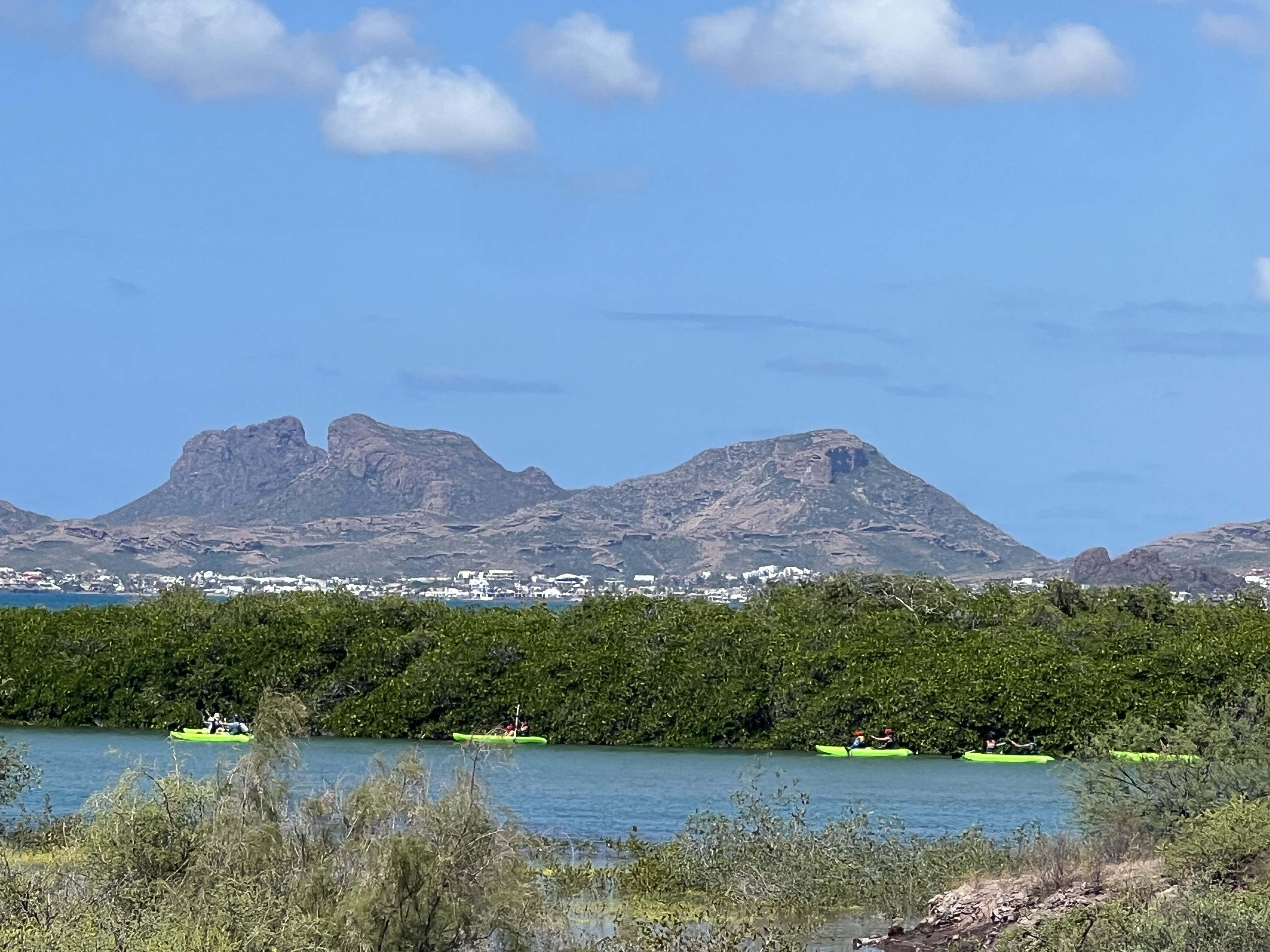
Paseo en Kayak estero El Soldado